# Neptuneopsis
Neptuneopsis is een geslacht van weekdieren uit de klasse van de Gastropoda (slakken).

## Soort
- Neptuneopsis gilchristi Sowerby III, 1898